# 亚细亚松茸酒
亚细亚松茸酒是黑龍江鸡东出产的一种白酒，源于1945年当地成立的一家私人烧锅；1956年12月被国有化成鸡东县白酒厂。1990年代末酒厂因市场和体制等问题陷入困境，2002年改制后方扭转颓势。酒厂原来生产白酒，近年来已改为生产矿泉水为主。亚细亚松茸酒乃以松茸为原料，用高粱和玉米酿出的白酒作基酒，经鲜松茸发酵、窖藏三至十年后酿造而成。